# Kambachsmühle
Kambachsmühle is een plaats in de Duitse gemeente Krayenberggemeinde in  Thüringen. De gemeente maakt deel uit van het Wartburgkreis.  Kambachsmühle wordt voor het eerst genoemd in een oorkonde uit 1436. Het dorp werd in 1994 samengevoegd met Merkers en Kieselbach. Sinds 2013 maakt het dorp deel uit van Krayenberggemeinde.